# 九二式戰鬥機
九二式戰鬥機是由川崎重工的德國工程師理查・伏格和土井武夫共同研發出來的水冷發動機雙翼戰鬥機，由於有著德國血統而令其外表和納粹德國空軍初期的He51戰鬥機很相似，就連其水冷發動機都是德國BMW的仿製品(630匹馬力)

## 主要機型
- 九二式一型

九二式初期型，一型生產了180架
- 九二式二型

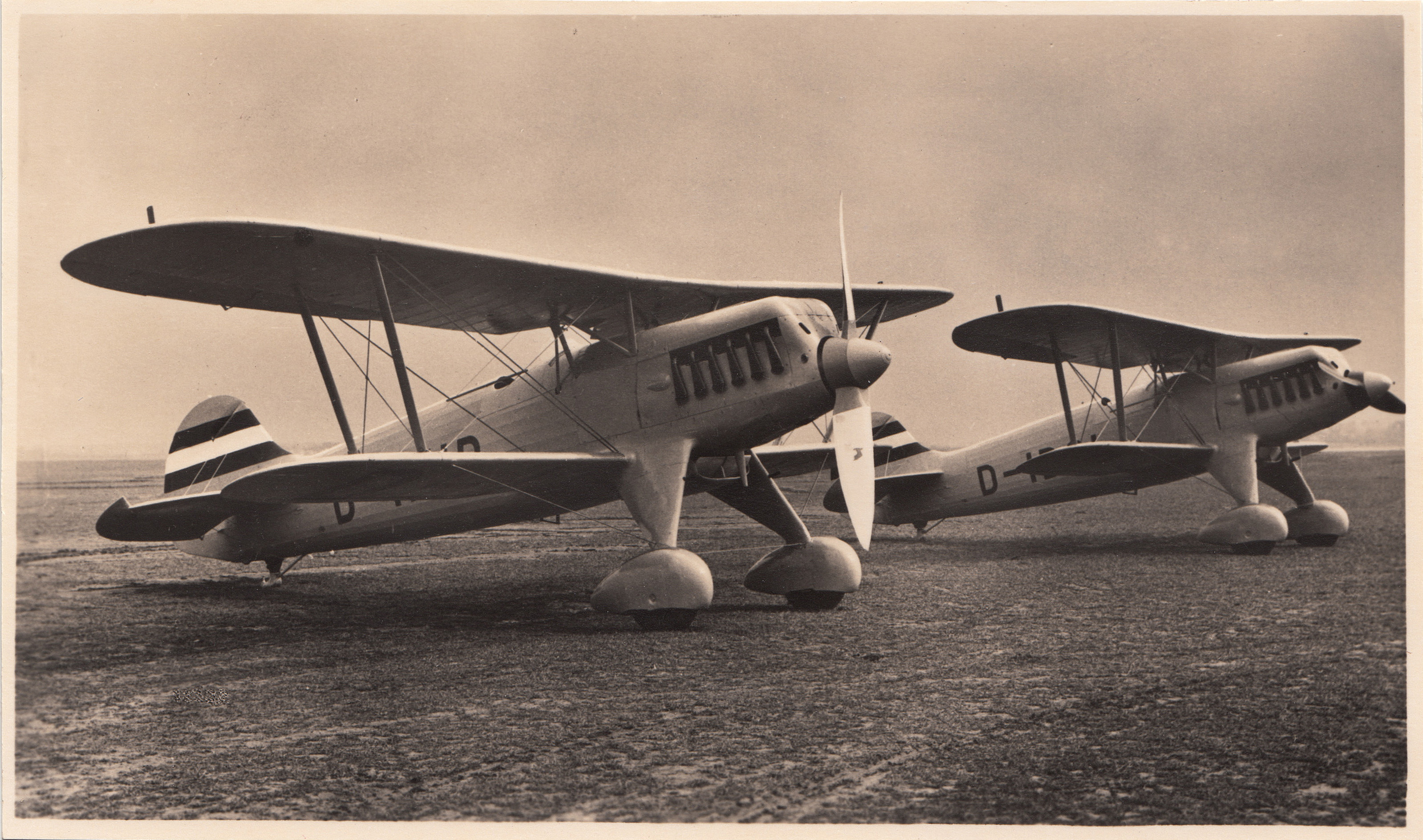
德國He51戰鬥機

發動機增強至750匹馬力，機身結構強化，二型生產了200架

## 基本資料

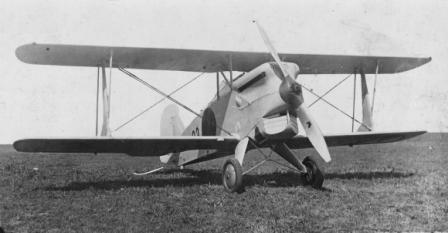
九二式使用兩葉螺旋槳

機長: 7.05米
翼展: 9.55米
機高: 3.1
翼面積: 24.平方米
空重: 1,280公斤
載重: 1,700公斤
發動機: BMW VI(630匹馬力) 
最快時速: 320公里/小時
航程: 850公里 
武裝: 機頭兩挺7.7毫米口徑機槍

## 實戰
1931年九一八事變後此機跟隨日本關東軍進駐中國東北的偽滿洲國，但九二式是短命機種，不久被其改良型九五式戰鬥機所取代，兩者外表上最大的分別是九二式是兩葉螺旋槳而九五式是三葉，九二式作為教練機在二線使用至1941年